# Битка при Хомбург на Унструт
Битката при Хомбург на Унструт (на немски: Schlacht bei Homburg an der Unstrut) се състои на 9 юни 1075 г. при манастира Хомбург на река Унструт в саксонската война на крал Хайнрих IV против саксите и завършва с победа над саксите.
В свитата на крал Хайнрих се бият между другото херцогът на Швабия Рудолф фон Райнфелден, бохемският херцог Вратислав II, австрийският маркграф Ернст фон Бабенберг (убит), лотарингският херцог Дитрих II, епископът на Бамберг и граф Херман II фон Глайберг. На страната на саксонските големи са Ото Нортхаймски и епископ Бурхард II фон Халберщат, билунгският саксонски херцог Магнус, маркграфът на Северната марка Лотар Удо II, Гебхард фон Суплинбург (убит), саксонският пфалцграф Фридрих II фон Гозек и граф Дитрих II фон Катленбург.
Един от двамата водачи на саксите, епископ Бурхард II фон Халберщат, е пленен при Хомбург от кралската войска и на 13 юни предаден като затворник на епископа на Бамберг.
Хронистът Ламперт фон Херсфелд († 1082/1085) пище за битката в аналите си.
На 27 октомври саксонснските командири се подчиняват боси пред цялата войска на краля при Шпиер (Зондерсхаузен). Хайнрих след това държи множество саксонски големи затворени на различни места и дава на други дарените им имоти.